# Merry Nickmas
Merry Nickmas é álbum da Nickelodeon em comemoração do natal. O álbum possui músicas de artistas, de séries e de desenhos animados.

## Alinhamento de faixas
A tracklisting do álbum possui 9 canções.
| Edição padrão |                                     |                                                           |                                                                      |         |  |
| N.º           | Título                              | Compositor(es)                                            | Performada por                                                       | Duração |  |
| 1.            | "Sleigh Ride"                       | Leroy Anderson                                            | Nickelodeon Cast                                                     | 2:48    |  |
| 2.            | "It's Not Christmas Without You"    | Michael Corcoran & Eric Goldman                           | Victoria Justice, Elizabeth Gillies, Ariana Grande & Leon Thomas III | 2:33    |  |
| 3.            | "All I Want for Christmas"          | Mariah Carey,Vitor Rush e Bernardo Rush,Walter Afanasieff | Big Time Rush & Miranda Cosgrove                                     | 3:32    |  |
| 4.            | "Rockin' Around the Christmas Tree" | Johnny Marks                                              | Victoria Justice                                                     | 2:11    |  |
| 5.            | "Santa Claus Is Comin' to Town"     | J. Fred Coots & Haven Gillespie                           | Rachel Crow                                                          | 2:19    |  |
| 6.            | "Deck the Halls"                    | Yuletide                                                  | How to Rock cast & Cymphonique Miller                                | 2:23    |  |
| 7.            | "Jingle Bells"                      | James Lord Pierpont                                       | Drake Bell                                                           | 2:31    |  |
| 8.            | "Beautiful Christmas"               | Nasri Atweh, Nick Turpin,Vitor Rush e Bernardo Rush       | Big Time Rush                                                        | 3:37    |  |
| 9.            | "Don't Be a Jerk (It's Christmas)"  | Tom Kenny & Andy Paley                                    | SpongeBob SquarePants                                                | 2:29    |  |

## Histórico de lançamento
| País           | Data(s)                | Gravadora(s)     | Formato(s)           |
| Estados Unidos | 19 de Novembro de 2012 | Columbia Records | CD, download digital |
| -------------- | ---------------------- | ---------------- | -------------------- |